# Рева ле-шева
«Рева ле-шева» (івр. רבע לשבע, «чверть до сьомої») — ізраїльський єврейський рок-гурт, створений в 1994 році солістом Єгудою Кацем.
Гурт випустили шість студійних альбомів. Розпався приблизно в 2006 році. 7 січня 2014 року група виступила на Zappa Jerusalem, їхньому першому концерті за сім років, і заявили, що готові записати ще один спільний альбом.

## Учасники
Початковий склад — Єгуда Кац, Давід «Гарпо» Абрамсон, Адам Векслер, Цві Єхзікелі та Аві Ішай.
- Єгуда Кац родом з Нью-Йорка, але багато часу провів у Лос-Анджелесі, перш ніж переїхати до Ізраїлю. Він сам себе назвав «близьким учнем» рабина Шломо Карлебаха, у якого він навчався 23 роки. Він грає на гітарі та співає.
- Адам Векслер виріс у Міннеаполісі та іммігрував до Ізраїлю в 1990 році. Він грає на бас-гітарі та гітарі. Векслер раніше був членом «Diaspora Yeshiva Band»[4].
- Девід «Гарпо» Абрамсон іммігрував до Ізраїлю в 1969 році. Після служби в армії він поїхав до США, але повернувся до Ізраїлю в 1991 році. Абрамсон помер восени 2010 року. Грав на гітарі, губній гармошці та співав.
- Лейзер Ллойд (Еліезер Блюмен) приєднався до гурту після того, як іммігрував до Ізраїлю. Блюмен замінив засновника «Гарпо» і гастролював із гуртом протягом десяти років, починаючи з 1996 року. Лейзер Ллойд виступає як сольний виконавець, співак/автор пісень і гітарист.
- Цві Єхзікелі народився в Єрусалимі, навчався в Нью-Йорку. Він вважає себе не релігійним. Він перкусіоніст.
- Аві Ішай — барабанщик[2]

## Музичний стиль
Гурт перебував під значним впливом рок-н-рольних груп 1970-х років, таких як «Grateful Dead», співака Боба Ділана, і єврейських виконавців, таких як Карлебах.

## Дискографія

### Студійні альбоми
- Come Close (Voices Along the Path, 1993)
- Higia HaZman («The Time Has Come») (Voices Along the Path, 1996)
- Kumu («Arise») (Noam Hafakot, 1998)
- Etz Chaim Hee: Secrets (Voices Along the Path, 1999)
- Ahavat Chinam: One Love (Mayim/Welcome Music, 2001)
- V'Sham Nashir («There We Will Sing») (Noam Hafakot, 2005)

### Альбоми
- 10: Live (Noam Hafakot, 2004)

## Виноски
1. ↑  Reva L'Sheva's flavor still strong. Ben Jacobson. March 31, 2004 The Jerusalem Post
2. 1 2 3  Epstein, Efrem. Reva L'Sheva: Band on a Mission. Архів оригіналу за 16 грудня 2010. Процитовано 31 січня 2011.
3. ↑  Brinn, David (1 січня 2014). Reva L'Sheva's seven-year itch. The Jerusalem Post. Архів оригіналу за 4 березня 2016. Процитовано 14 грудня 2015.
4. ↑  Harris, Ruby. The Diaspora Yeshiva Band's impact on Jewish Music. Jewish Magazine. Архів оригіналу за 15 січня 2010. Процитовано 27 січня 2010.